# Castell de Beveren
El castell de Beveren, actualment en ruïnes, es troba al municipi de Beveren, a Bèlgica. A l'edat mitjana aquest castell, nucli de la Senyoria de Beveren, va ser una de les principals fortaleses del comtat de Flandes, principalment gràcies a la seva ubicació, al límit de la terra i el mar, en una zona de pòlders que al llarg de la història s'ha inundat diverses vegades, tant a conseqüència de desastres naturals com arran de la intervenció humana (destrucció de dics en temps de guerra). En aquest castell es va signar l'any 1585 la rendició d'Anvers.